# Farruko
Farruko, pseudonimo di Carlos Efrén Reyes Rosado (Bayamón, 2 maggio 1991), è un cantante portoricano.
È diventato famoso per le sue collaborazioni con artisti di fama internazionale come Daddy Yankee, Jory e J Alvarez.
Nel 2012 Farruko ha ricevuto la nomination ai Latin Grammy Award per il miglior album nella categoria urban . Nel 2014 è stato nominato due volte ai Premios Juventud per il brano "6 AM" insieme a J Balvin e per la Best Urban Fusion/Performance e la Best Urban Song durante il 15º Annual Latin Grammy Awards.

## Biografia

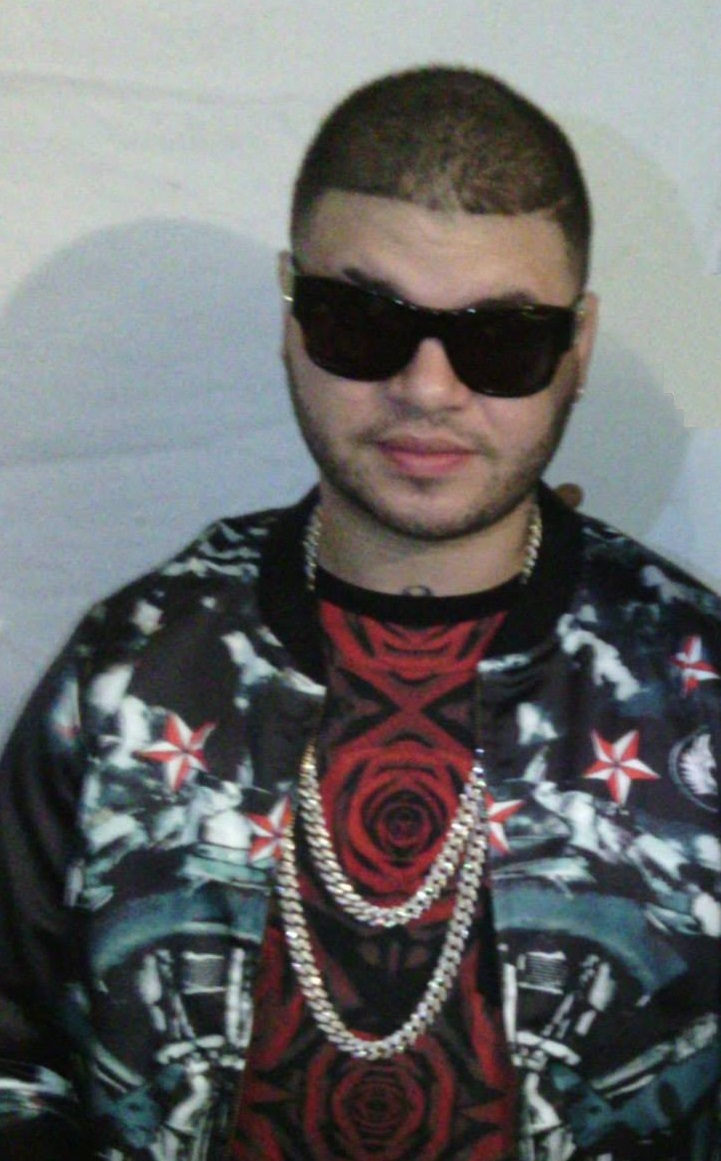
Farruko nel 2014

Farruko inizia la propria attività nel 2009. Ha dichiarato di essere riuscito a creare, grazie al social network Myspace, una prima fanbase che lo avrebbe poi portato a diventare un cantante di fama internazionale. La sua musica è rivolta principalmente ad un pubblico giovanile e i suoi brani parlano di relazioni sentimentali.
Farruko è stato nominato per il Latin Grammy Award per il miglior album di musica urbana nel 2012. Nell'estate del 2014, i suoi brani, "Passion Whine" e "6 AM", entrambi con J Balvin, hanno raggiunto la prima e la seconda posizione, rispettivamente "Passion Whine" classificato nella lista dei migliori brani latini, pubblicato da Monitor Latino, per 26 settimane consecutive. La canzone "6 AM" ha guadagnato le nomination ai Farruko ai Premios Juventud per la migliore performance e fusione urbana, e la migliore canzone urbana al 15° Annual Latin Grammy Awards.
È stato il cantante principale nelle canzoni più performanti tra cui "Krippy Kush", "Inolvidable", "Quiereme" e "Calma (Remix)". Farruko ha collaborato con molti artisti tra cui Bad Bunny , J Balvin, Nicki Minaj, Travis Scott e Wisin & Yandel.

## Questioni legali
Il 3 aprile 2018, Farruko è stato arrestato a Puerto Rico, accusato di aver nascosto $52.000 in contanti non dichiarati in scarpe e bagagli al ritorno dalla Repubblica Dominicana per i quali gli è stato richiesto di fare 3 anni di libertà vigilata . Nel 2017 il suo patrimonio netto era pari a 3 milioni di dollari .

## Tour
- 2010/2011 – El Talento Del Bloque Tour
- 2012 – TMPR Tour
- 2013 – El Imperio Nazza Farruko Edition Tour
- 2015 – Los Menores Tour Bus
- 2016 – Visionary World Tour
- 2017 – TrapXFicante Tour

## Discografia

### Album in studio
- 2010 – El talento del bloque
- 2012 – The Most Powerful Rookie
- 2013 – El imperio Nazza
- 2014 – Farruko presenta: los menores
- 2015 – Visionary
- 2017 – TrapXficante
- 2018 – Gangalee
- 2019 – En letra de otro
- 2021 – La 167

### Singoli
- 2009 – No Me Atrevo
- 2009 – Cositas Raras
- 2009 – Cositas raras (Reggaeton Remix) (con Ñengo Flow)
- 2009 – El reloj no se detiene (con Kendo Kaponi)
- 2009 – Party Bus (con Kelmitt)
- 2009 – Bla bla bla
- 2009 – La ducha
- 2010 – Apaga la luz
- 2011 – Conmigo no pueden
- 2012 – Me voy
- 2012 – Desenmascarando un lobo
- 2012 – Prospero año nuevo
- 2013 – Prospero año nuevo 2
- 2014 – El Exorcista
- 2014 – Baby si tu (con Ken-Y)
- 2014 – Dicen que el amor (con Miguelo e Big Lou)
- 2014 – Mordios a la 321 (con Benny Benni, Pusho, Franco El Gorilla, Pacho and Cirilo e Miky Woodz)
- 2014 – Si no te tengo (con Tony Dize)
- 2015 – Bye Bye
- 2015 – Sunset
- 2015 – Chapi Chapi
- 2015 – Coscu vs. Farruko The 24/7
- 2015 – Papi champú
- 2015 – Te va a doler
- 2015 – Visionary
- 2015 – Sunset
- 2015 – Obsesionado
- 2016 – Chillax (con Ky-Mani Marley)
- 2017 – Don't Let Go
- 2017 – Krippy Kush (con Bad Bunny)
- 2017 – TrapXficante
- 2017 – TrapXficante (RIP Almighty)
- 2018 – Mi Forma de Ser
- 2018 – Fuego (con El Micha)
- 2018 – Tengo tula chica
- 2019 – Calma (con Pedro Capó)
- 2020 – La tóxica
- 2020 – Perfecta
- 2021 – Pepas
- 2021 – Me Pasé (con Enrique Iglesias)
- 2021 – Curazao (con El Alfa)
- 2021 – El Incomprendido (con Victor Cardenas e DJ Adoni)
- 2022 – Nazareno
- 2022 – Patio de la Cárcel (con Omar Montes)
- 2023 – Esta Vida (con Marshmello)
- 2025 – Aplicándola

### Collaborazioni
- 2010 – Fichurear (con Baby Rasta & Gringo)
- 2010 – Open Bar (con Trebol Clan)
- 2011 – Si tú no estás (con Cosculluela)
- 2011 – 2 amigas (Remix) (con Galante, Guelo Star e Ñengo Flow)
- 2011 – Dile ya (con Gaona)
- 2012 – No demores (con J Alvarez)
- 2012 – Llegamos a la disco (con Daddy Yankee)
- 2012 – Exploción (con J Alvarez e Daddy Yankee)
- 2012 – Alegras mi vida (con Flex)
- 2013 – Esto es reggaeton (con J Alvarez)
- 2013 – Como el viento (con Juan Magán)
- 2013 – 6 AM (con J Balvin)
- 2013 – Donde es el party (con Daddy Yankee)
- 2014 – El combo me llama (Remix) (con Benny Benni, Pusho, Cosculluela e Daddy Yankee)
- 2014 – Suena la alarma (con Daddy Yankee)
- 2014 – Bum bum (Remix) (con Cosculluela e Franco El Gorilla)
- 2014 – Igual que yo (con Kelmitt)
- 2014 – Cuidao con mi mujer (con Alexio La Bestia, Genio and Arcángel)
- 2014 – El orgullo (con Alkilados)
- 2014 – En la lenta (con Cosculluela)
- 2014 – Bronx Whine (con BB Bronx)
- 2014 – Soy un problema (con Daddy Yankee)
- 2014 – Experimentan la perse (con Daddy Yankee)
- 2014 – Plakito (Remix) (con Yandel e Gadiel)
- 2014 – Los reyes del malianteo (con Arcángel, De La Ghetto, Ñengo Flow e D. Ozi)
- 2014 – Nadie tiene que saber (con El Boy C)
- 2014 – La calle me llama (con Yandel, Ñengo Flow e D. Ozi)
- 2014 – Te sirvo de abrigo (con Ivy Queen)
- 2014 – Amor prohibido (Remix) (con Baby Rasta & Gringo)
- 2014 – La calle me hizo (con Daddy Yankee, Nicky Jam, Benny Benni, Ñejo, J Alvarez, Gotay, Baby Rasta e Cosculluela)
- 2015 – Me despido (Remix) (con Jaycob Duque)
- 2015 – Esta noche (Remix) (con Justin Quiles)
- 2015 – G-Love (con Booba)
- 2015 – Me voy enamorando (con Chino & Nacho)
- 2015 – Pierdo la cabeza (Remix) (con Yandel e Zion & Lennox)
- 2015 – Bonita bebe (con Kanti & Riko)
- 2015 – Hasta que salga el sol (con DJ Chino e Mohombi)
- 2015 – Si tu novio no te llama (con Elvis Crespo)
- 2015 – Se feliz (con Aramis)
- 2015 – Ojitos (Remix) (con El Potro Alvares e Sixto Rein)
- 2015 – Te sirvo de abrigo (con Ivy Queen)
- 2017 – Te va a doler (con Rolf Sanchez)
- 2017 – Ganas locas (con Prince Royce)
- 2017 – Loco enamorado (con Abraham Mateo)
- 2017 – Quiereme (con Jacob Forever)
- 2018 – Inolvidable (Remix) (con Daddy Yankee, Sean Paul, Akon)
- 2019 – Si se da (con Myke Towers)
- 2019 – Mamacita (con Jason Derulo)
- 2020 – Pa' Morir Se Nace (Remix), (con Pacho El Antifeka, Cosculluela ft. Wisin, Juanka)
- 2020 – Si me dices que si (con Reik e Camilo)
- 2020 – Tiburones remix (con Ricky Martin)